# Moteur V12
 (avril 2013).
Si vous disposez d'ouvrages ou d'articles de référence ou si vous connaissez des sites web de qualité traitant du thème abordé ici, merci de compléter l'article en donnant les références utiles à sa vérifiabilité et en les liant à la section « Notes et références ».
On désigne par V12 un moteur à combustion interne comportant douze cylindres disposés en V, formé de deux rangées de six cylindres. Selon l'angle d'ouverture, le V est plus ou moins prononcé.

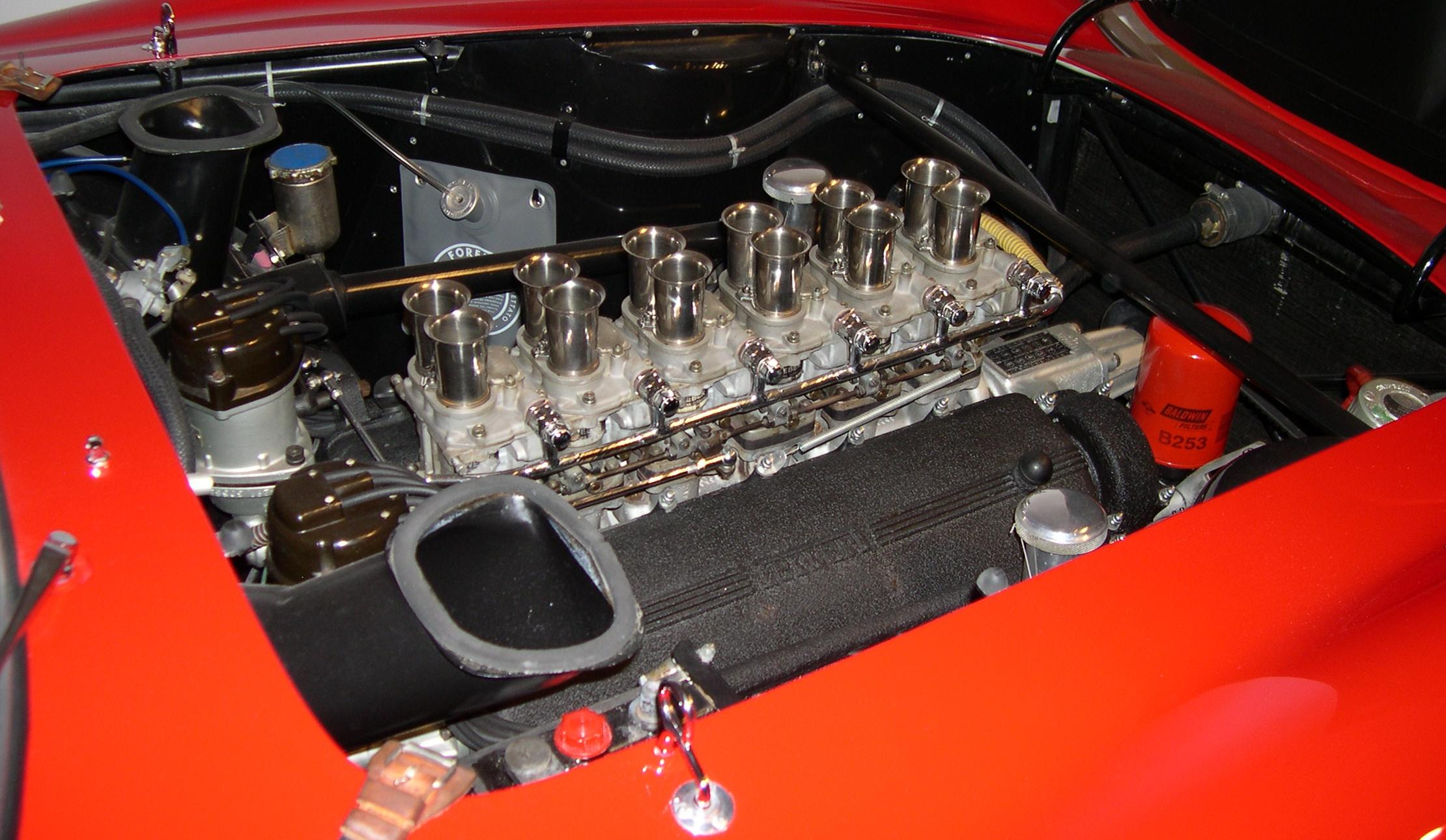
Le V12 de la Ferrari 250 GTO.

## Historique

### Dans la marine

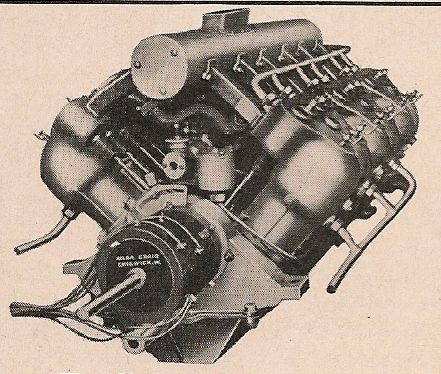
Le moteur de 150 chevaux de Dörwald, à destination de la Marine (1904).

Le tout premier moteur V12 a été développé en 1904 par l'ingénieur M Dörwald, d'origine allemande, qui vivait en Angleterre. Son utilisation première était la marine, avant qu'il ne soit destiné à remplacer les chevaux de trait londoniens.
Ce moteur d'un angle de 90° avait une cylindrée de 18,3 litres et développait 150 chevaux DIN (soit 110 kW), pour une masse totale de 430 kg .

### En aviation
Les moteurs V12 sont ensuite apparus dans le domaine de l'aviation. Ils ont été construits en très grandes quantités pour équiper des avions de chasse de la Seconde Guerre mondiale.
Le BMW VI est le premier moteur d'avion V12 à refroidissement liquide construit par la jeune société BMW,durant les années 1920. C'est l'un des moteurs d'avion allemands les plus importants durant les années qui ont précédé la Seconde Guerre mondiale. Il est dérivé du BMW IV à six-cylindres en ligne, par l'union de deux blocs, partageant le même vilebrequin, positionnés à 60°. La production de série a débuté en 1926 après son homologation. Le BMW VI est construit jusqu'en 1938 dans différentes versions atteignant au moins 9 200 unités produites, et contribuant de manière fondamentale à la reprise du transport aérien allemand entre les deux guerres mondiales.
En 1933, le BMW VI est utilisé pour les premiers essais de BMW sur l'injection directe de carburant. Il est choisi pour de nombreux vols record de longue distance, incluant la première traversée d'est en ouest de l'Atlantique en 1930 et un tour du monde en 1932.
Il est aussi le moteur du Schienenzeppelin, train expérimental à grande vitesse conçu et développé en 1929 par l'ingénieur aéronautique allemand Franz Kruckenberg.

### En automobile
En 1917, la BMW Brutus est l'assemblage du BMW VI encore expérimental sur un châssis de voiture : le haut du moteur est réalésé pour arriver au chiffre « rond » de 47 000 cm3 ; l'énorme V12 est alimenté par deux carburateurs Zénith 60 DCL et développe 750 chevaux à 1 600/1 700 tr/min.

## Utilisation du V12
Les moteurs V12 ont été utilisés en premier dans l'aviation puis dans l'automobile.

### Dans l'aviation
| Fabricant       | Type moteur | Avion(s)                         |
| --------------- | ----------- | -------------------------------- |
| Daimler-Benz    | DB 600      | Messerschmitt Bf 109             |
| Hispano-Suiza   | 12 Y 45     | Dewoitine D.520.                 |
| Junkers         | Jumo 210D   | Messerschmitt Bf 109             |
| Junkers         | Jumo 213A   | Focke-Wulf Fw 190 D-9 Moteur BMW |
| Klimov          | VK-105      | Yakovlev Yak-9                   |
| Renault         | 12Ec        | Breguet-Michelin type B2         |
| Allison         | V-1710      | Curtiss P-40 Warhawk             |
| Rolls-Royce plc | Merlin      | Supermarine Spitfire             |
| Packard         | V-1650 (en) | North American P-51 Mustang      |

### Dans l'automobile
Quelques V12 automobiles produits (par ordre alphabétique des constructeurs, puis par année de sortie du véhicule) :
- Apollo Intensa Emozione
- Aston Martin DB7 Vantage
- Aston Martin Vanquish
- Aston Martin DB AR1
- Aston Martin DB9
- Aston Martin DBS
- Aston Martin Rapide
- Aston Martin V12 Vantage
- Aston Martin DB11

- Audi Q7 V12 TDI
- B Engineering Edonis

- BMW 750i/750iL/760i/760Li
- BMW 850i/Ci/CSi

- Bugatti EB110

- Delage 2 LCV (1923)
- Delage V12 10,5 litres (1924)

- Delahaye 145 V12 Grand Prix (1937)
- Daimler Double Six

- Ferrari 166
- Ferrari 195
- Ferrari 212
- Ferrari 340/342
- Ferrari 375/375 America
- Ferrari 250
- Ferrari 250 GTO
- Ferrari 410 Superamerica
- Ferrari 400 Superamerica
- Ferrari 275
- Ferrari 330
- Ferrari 500 Superfast
- Ferrari 365 California Spider
- Ferrari 365 GT 2+2
- Ferrari 365 GTC/GTS
- Ferrari 365 GTB/4 & 365 GTS/4 (Daytona)
- Ferrari 365 GTC/4
- Ferrari 365 GT4 2+2
- Ferrari 400i/412i
- Ferrari 456
- Ferrari F50
- Ferrari 550 Maranello/Barchetta Pininfarina
- Ferrari 575M Maranello/Superamerica
- Ferrari Enzo
- Ferrari FXX
- Ferrari 612 Scaglietti
- Ferrari 599 GTB Fiorano, 599XX et 599XX EVO
- Ferrari 599 GTO et Ferrari 599 SA Aperta
- Ferrari FF
- Ferrari F12 Berlinetta et F12tdf
- Ferrari LaFerrari
- Ferrari LaFerrari Aperta
- Ferrari FXX K
- Ferrari GT4
- Ferrari 812 Superfast
- Ferrari Monza SP1 et SP2
- Ferrari Daytona SP3
- Ferrari 12Cilindri

- Jaguar Type E
- Jaguar XJ-S
- Jaguar XJ12
- Jaguar XJR-15
- Jaguar XJ220

- Lamborghini 350 GT
- Lamborghini 400GT
- Lamborghini Islero
- Lamborghini Miura
- Lamborghini Espada
- Lamborghini Jarama
- Lamborghini Countach
- Lamborghini LM002
- Lamborghini Diablo
- Lamborghini Murciélago
- Lamborghini Aventador
- Lamborghini Veneno
- Lamborghini Centenario
- Lamborghini Sián
- Lamborghini Countach LPI 800-4
- Lamborghini Revuelto

- Lincoln Continental
- Lister Storm (moteur Jaguar)
- Maserati MC12
- Maybach 57 et 62
- McLaren F1 (moteur BMW)

- Mercedes-Benz CL600/CL65 AMG,
- Mercedes-Benz S600/S65 AMG,
- Mercedes-Benz SL600/SL65 AMG,
- Mercedes-Benz CLK-GTR

- Pagani Zonda C12 (moteur Mercedes)
- Pagani Zonda C12-S (moteur Mercedes AMG)
- Pagani Zonda F/Cinque/R (moteur Mercedes AMG)
- Pagani Huayra (moteur Mercedes AMG)
- Pagani Utopia (moteur Mercedes AMG)

- Rolls-Royce Phantom III
- Rolls-Royce Silver Seraph
- Rolls-Royce Phantom VII
- Rolls-Royce Ghost
- Rolls-Royce Wraith
- Rolls-Royce Dawn
- Rolls-Royce Phantom VIII
- Rolls-Royce Ghost II

- Toyota Century
- TVR Cerbera Speed Twelve (jamais entrée en production)
- Vector M12
- Volga V12 Coupé (préparation de la BMW 850 avec un V12)

Voitures concept
- Aston Martin Lagonda Rapide
- BMW Nazca M12
- Cadillac Cien
- Chrysler ME-412
- Laraki Fulgura
- Isdera Commendatore 112i
- Lincoln Continental (concept 2002)
- Peugeot : Peugeot 907, Peugeot 908 RC
- Audi R8 V12 TDI Concept

Moteurs de course (dans l'ordre chronologique)
- BMW Brutus 1917
- Ferrari V12
- Climax moteurs V12 sur Formule 1 Cooper
- Honda moteurs V12 sur Formule 1 Honda
- V12 Matra Sports
- Ford Cosworth V12
- Peugeot 908 V12 HDI
- Menard V12 (moteur des Superleague Formula)

| Modèle        | Marque        | Puissance (en ch) |
| ------------- | ------------- | ----------------- |
| Vanquish III  | Aston Martin  | 835               |
| 12Cilindri    | Ferrari       | 830               |
| Revuelto      | Lamborghini   | 1015              |
| S 680         | Mercedes-Benz | 612               |
| S 680 Maybach | Mercedes-Benz | 612               |
| Utopia        | Pagani        | 864               |
| Ghost         | Rolls-Royce   | 570               |
| Phantom       | Rolls-Royce   | 570               |

## Caractéristiques

### Angle d'ouverture
L'angle d'ouverture standard d'un moteur V12 est de 60° ou un multiple de 60°, permettant d'avoir une régularité cyclique parfaite : une combustion tous les 60 degrés de rotation vilebrequin. Quand il est construit avec un tel angle, c'est la seule architecture moteur, avec celle du six-cylindres en ligne, à être naturellement équilibrée (annulation des forces du premier et du deuxième ordre).
Certains moteurs à plat (comme ceux équipant les Ferrari 512 BB par exemple) sont en fait des moteurs douze cylindres en V dont l'angle est de 180°.

### Ordre d'allumage
Suivant les différentes marques, l'ordre d'allumage peut être différent. Le plus typique est : 1 - 12 - 5 - 8 - 3 - 10 - 6 - 7 - 2 - 11 - 4 - 9.